# Westin Bonaventure Hotel

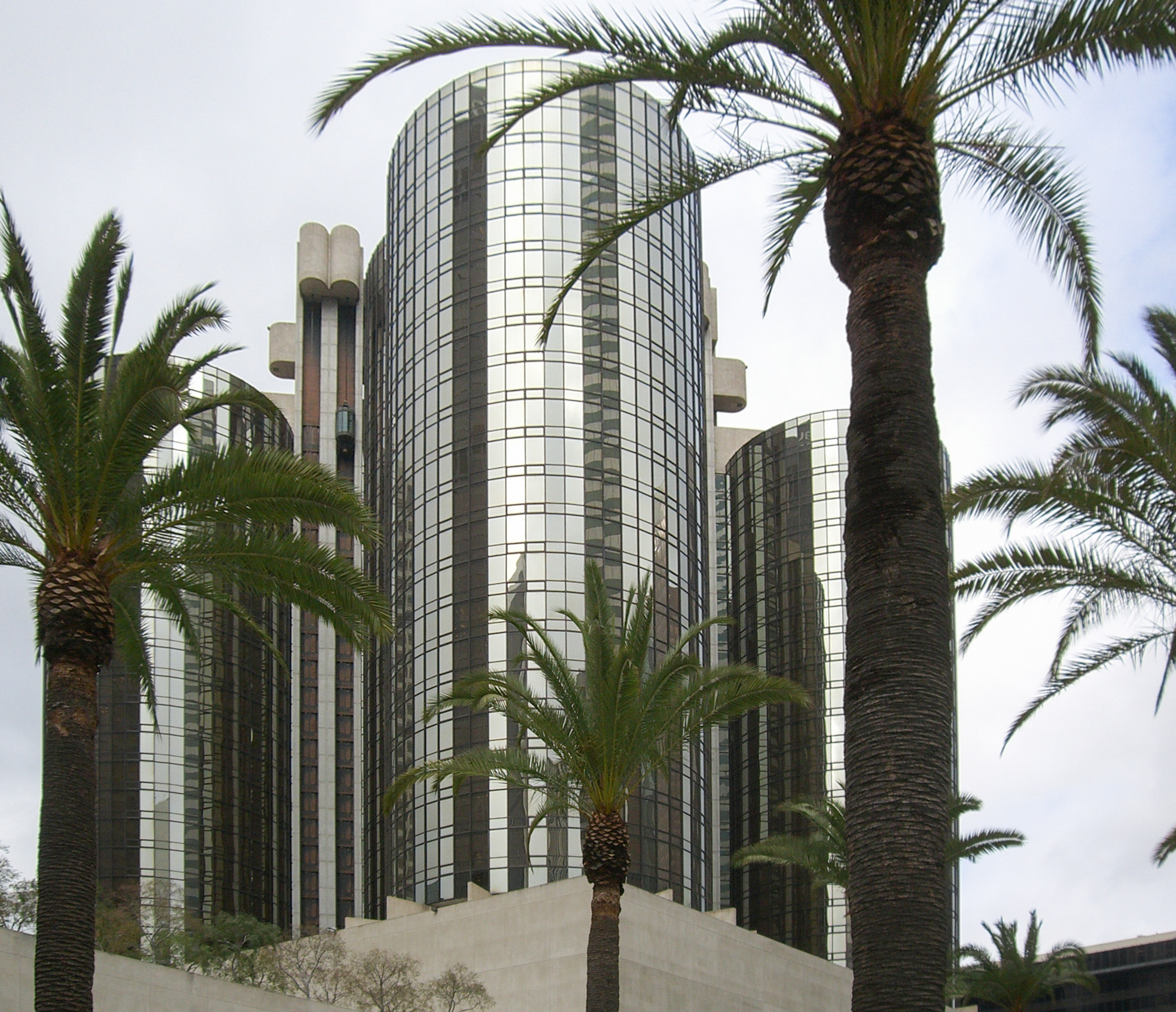

El Westin Bonaventure Hotel and Suites es un hotel de 35 plantas y 112 m de altura situado en Los Ángeles, Estados Unidos, y construido entre 1974 y 1976. Diseñado por el arquitecto John Portman, es el hotel más grande de la ciudad. La última planta tiene un restaurante giratorio y un bar. Originalmente era propiedad de un grupo de inversores entre los que se encontraban una filial del conglomerado japonés Mitsubishi Corporation y John Portman & Associates. El edificio es gestionado por Interstate Hotels & Resorts (IHR), y está valorado en doscientos millones de dólares.

## Diseño
El hotel y su arquitecto John Portman han sido el sujeto de documentales y análisis académico. En su libro Postmodern Geographies: The Reassertion of Space in Critical Social Theory (1989), Edward Soja describe el hotel como
una representación concentrada de la espacialidad reestructurada de la ciudad capitalista tardía: fragmentada y fragmentadora, homogénea y homogeneizante, empaquetada de una manera curiosa y al mismo tiempo curiosamente incomprensible, que parece abierta para presentarse a ella misma pero presiona continuamente para encerrar, para compartimentar, para circunscribir, para encarcelar. Todo lo imaginable parece estar disponible en esta micro ciudad pero es difícil encontrar lugares reales, sus espacios confunden a un mapa cognitivo lógico, su pastiche de reflejos superficiales confunden a la coordinación y motivan la sumisión. El acceso por tierra es amenazante para los que caminan sin cuidado, pero se facilita la entrada en muchos niveles diferentes. Una vez dentro, sin embargo, parece desalentador volver a salir sin ayuda burocrática. En muchas maneras, su arquitectura recapitula y refleja los extensos espacios fabricados de Los Ángeles.
Fredric Jameson también analiza el hotel en su libro Postmodernism, or, the Cultural Logic of Late Capitalism.

## Plantas y ascensores
Aunque la última planta tiene el número 35, no hay plantas con el número 7 ni 13; por lo que técnicamente tiene 33 plantas. Los cuatro grupos de ascensores, cada uno de los cuales contiene tres de ellos, dando un total de doce, tienen nombres de colores y símbolos:  Círculo Rojo (el único que lleva a la 35; los otros tres solo alcanzan la 32), Diamante Amarillo, Cuadrado Verde y Triángulo Azul.

## El edificio en películas
Varias placas de bronce conmemoran las escenas de tres películas importantes ambientadas en los ascensores del hotel:
- En la línea de fuego, septiembre de 1993, ascensores Cuadrado Verde
- True Lies, septiembre de 1993, ascensores Círculo Rojo y Diamante Amarillo
- Forget Paris, noviembre de 1994, ascensores Diamante Amarillo

Ha aparecido en otras películas y series de televisión, como Interstellar, Días extraños, Buck Rogers en el siglo XXV (en la que forma parte de la ciudad de New Chicago), Blue Thunder, It's a Living, L.A. Law, Breathless, This Is Spinal Tap, Hit the Booty Do, A la hora señalada, Midnight Madness, Showtime, Hard to Kill, The Lincoln Lawyer, Chuck, Moby Dick, o The Fantastic Journey, y fue destruido (mediante efectos especiales) en Escape from L.A. y Epicenter. También se puede ver en construcción en la película de 1975 The Wilderness Family (lanzada un año antes de que el hotel abriera sus puertas). En forma de dibujos animados, se puede ver el edificio en la primera toma del episodio "The Beginning" de Jem and the Holograms, y en la novela visual Steins;Gate.
En 2002, se grabó en el hotel una prueba del programa de televisión Fear Factor en el que había que cruzar un puente de discos de plexiglás situados sobre cables suspendidos en la quinta planta del vestíbulo. La serie de televisión It's a Living está ambientada en un restaurante en la cima del Bonaventure. El hotel también aparece en episodios de CSI y su exterior se puede ver en Americathon, Misión imposible 3, Almighty Thor, Hancock y al comienzo de los videos musicales de "Dancing on the Ceiling" de Lionel Richie y "Step Back In Time" de Kylie Minogue. El edificio también apareció en el videojuego de 2004 Grand Theft Auto: San Andreas, en el videojuego Call of Duty: Black Ops II (2012) y en el videojuego Grand Theft Auto V (2013).

## Más información
- Cameron, Robert (1990). Above Los Angeles (en inglés). San Francisco: Cameron & Company. ISBN 0-918684-48-X.
- Webb, Michael (2000). Architecture + Design LA, (en inglés). Berkeley: The Understanding Business Press. p. 8. ISBN 0-9641863-6-5.
- Jameson, Frederic (1991). Postmodernism or, the Cultural Logic of Late Capitalism (en inglés). Durham: Duke University Press. ISBN 0-8223-0929-7.
- Joseph-Lester, Jaspar (2009). Revisiting the Bonaventure Hotel (en inglés). London: Copy Press. ISBN 0-9553792-2-9.